# Chiropodomys calamianensis
Chiropodomys calamianensis es una especie de roedor de la familia Muridae.

## Distribución geográfica
Se encuentra sólo en las Filipinas. 